# Pelgulinn
Pelgulinn är en stadsdel i distriktet Põhja-Tallinn i Estlands huvudstad Tallinn, belägen omkring 2 kilometer väster om stadens centrum. Befolkningen uppgick till 16 003 invånare i januari 2017.
Fram till 1800-talet var större delen av området skogs- och ängsmark utanför stadsgränsen och användes som tillflyktsort för laglösa och utstötta. Namnet Pelgulinn och det tyska namnet Freistadt anspelar på funktionen som fristad. I samband med att Baltiska järnvägen och centralstationen Balti jaam anlades i närheten kom området att bebyggas med arbetarbostäder för de anställda vid industrierna omkring järnvägen. Gatubilden i de äldre kvarteren domineras fortfarande av de karakteristiska arbetarlängorna, uppförda i trä i två våningar.